# Danh sách Tạp chí thời trang
Dưới đây là danh sách các tạp chí thời trang.
| Tên                                 | Nước             | Năm     | Trang Web                                                                               |
| ----------------------------------- | ---------------- | ------- | --------------------------------------------------------------------------------------- |
| Acne Paper                          | Thụy Điển        | 2005    | www.acnepaper.com                                                                       |
| AneCan                              | Nhật Bản         | 2007    | www.anecan.tv Lưu trữ ngày 7 tháng 12 năm 2012 tại Wayback Machine                      |
| CanCam                              | Nhật Bản         | 1981    | cancam.tv Lưu trữ ngày 5 tháng 7 năm 2012 tại Wayback Machine                           |
| Classy                              | Nhật Bản         | 1984    |                                                                                         |
| Complex                             | Hoa Kỳ           | 2002    | www.complex.com                                                                         |
| Cosmode                             | Nhật Bản         | c. 2002 | www.cosmodeonline.com Lưu trữ ngày 9 tháng 11 năm 2020 tại Wayback Machine              |
| Dazed & Confused                    | Vương quốc Anh   | 1992    | www.dazeddigital.com                                                                    |
| DEPESHA                             | Hoa Kỳ, Nga, Đức | 2007    | www.depesha.com Lưu trữ ngày 11 tháng 12 năm 2011 tại Wayback Machine                   |
| DesignerzCentral                    | Hà Lan           | 2008    |                                                                                         |
| The Delineator (đã đình bản)        | Hoa Kỳ           | 1873    |                                                                                         |
| Egg                                 | NhậtBản          |         | eggmgg.jp                                                                               |
| Eliza                               | Hoa Kỳ           | 2007    | www.elizamagazine.com Lưu trữ ngày 7 tháng 12 năm 2011 tại Wayback Machine              |
| Elle                                | 26 nước          | 1945    | elle.com                                                                                |
| Elle Girl                           | nhiều nước       | 2001    | ellegirl.elle.com Lưu trữ ngày 25 tháng 10 năm 2012 tại Wayback Machine                 |
| The Face (đã đình bản)              | Vương quốc Anh   | 1980    |                                                                                         |
| Flawless Magazine                   | quốc tế          | 2011    | Lưu trữ ngày 27 tháng 11 năm 2011 tại Wayback Machine                                   |
| Fashion                             | Canada           | 1977    |                                                                                         |
| Fashion Central                     | Pakistan         | 2007    | www.fashioncentral.pk                                                                   |
| Fashion Forward                     | Israel           | 2011    |                                                                                         |
| Flaunt                              | Hoa Kỳ           | 1998    |                                                                                         |
| FRUiTS                              | Nhật Bản         | 1997    |                                                                                         |
| La Gazette du Bon Ton (đã đình bản) | Pháp             | 1912    |                                                                                         |
| Happie Nuts                         | Nhật Bản         | 2004    | www.h-nuts.com Lưu trữ ngày 7 tháng 1 năm 2013 tại Wayback Machine                      |
| Harper's Bazaar                     | Hoa Kỳ           | 1867    |                                                                                         |
| i-D                                 | Vương quốc Anh   | 1980    |                                                                                         |
| InStyle                             | Hoa Kỳ           | 1993    |                                                                                         |
| InStyle UK                          | Vương quốc Anh   | 2001    | www.instyle.com                                                                         |
| JJ                                  | Nhật Bản         | 1975    |                                                                                         |
| Jane (đã đình bản)                  | Hoa Kỳ           | 1997    | janemag.com                                                                             |
| Koakuma Ageha                       | Nhật Bản         | 2005    |                                                                                         |
| Look                                | Vương quốc Anh   | 2007    |                                                                                         |
| Lucire                              | New Zealand      | 1997    |                                                                                         |
| Lucky                               | Hoa Kỳ           | 2000    |                                                                                         |
| Magazine Café                       | Thụy Điển        | 1990    |                                                                                         |
| Manhattan Fashion Magazine          | Hoa Kỳ           | 2009    | manhattanfashionmagazine.com                                                            |
| Mao Mag                             | Hoa Kỳ           | 2003    |                                                                                         |
| MenzMag                             | Hoa Kỳ           | 2009    |                                                                                         |
| nicola                              | Nhật Bản         | 1997    |                                                                                         |
| Nifty Magazine                      | Hoa Kỳ           | 2008    |                                                                                         |
| Non-no                              | Nhật Bản         | 1971    |                                                                                         |
| Numéro                              | Pháp             | 1998    |                                                                                         |
| Nylon                               | Hoa Kỳ, Anh      | 1999    | nylonmag.com Lưu trữ ngày 6 tháng 10 năm 2014 tại Wayback Machine                       |
| Nylon Guys                          | Hoa Kỳ           | 2005    | nylonguysmag.com Lưu trữ ngày 26 tháng 10 năm 2013 tại Library of Congress Web Archives |
| L'Officiel                          | Pháp             | 1921    |                                                                                         |
| Olivia                              | Phần Lan         |         | www.olivialehti.fi Lưu trữ ngày 19 tháng 8 năm 2016 tại Wayback Machine                 |
| Oyster                              | Úc               | 1994    |                                                                                         |
| Pinky                               | Nhật Bản         | 2004    |                                                                                         |
| PAPER                               | Hoa Kỳ           | 1984    |                                                                                         |
| Pop                                 | Vương quốc Anh   | 2000    |                                                                                         |
| PopSister                           | Nhật Bản         | 2010    |                                                                                         |
| Popteen                             | Nhật Bản         | 1980    | popteen.com Lưu trữ ngày 1 tháng 9 năm 2007 tại Wayback Machine                         |
| Purple                              | Pháp             | 1992    |                                                                                         |
| Ranzuki                             | Nhật Bản         | 2000    | ranzuki.com Lưu trữ ngày 15 tháng 2 năm 2015 tại Wayback Machine                        |
| Runway                              | Hoa Kỳ, Anh      | 2002    | runwaylive.com                                                                          |
| Sam Enrico Williams                 | Vương quốc Anh   | 2004    | trampmagazine.com Lưu trữ ngày 30 tháng 6 năm 2011 tại Wayback Machine                  |
| Schön! Magazine                     | Vương quốc Anh   | 2009    | schonmagazine.com                                                                       |
| Seventeen                           | Nhật Bản         | 1967    | www.s-woman.net/st/                                                                     |
| Sleazenation (đã đình bản)          | Vương quốc Anh   |         |                                                                                         |
| Sneaker Freaker                     | Úc               | 2002    |                                                                                         |
| V                                   | Hoa Kỳ           | 1999    |                                                                                         |
| Vivi                                | Nhật Bản         | 1983    |                                                                                         |
| Vogue                               | 14 nước          | 1892    | vogue.com/                                                                              |
| Teen Vogue                          | Hoa Kỳ           | 2003    | teenvogue.com                                                                           |
| British Vogue                       | Anh              | 1916    | vogue.co.uk                                                                             |
| Vogue China                         | Trung Quốc       | 2005    |                                                                                         |
| Vogue Italia                        | Ý                | 1964    |                                                                                         |
| Vogue Paris                         | Pháp             | 1920    | vogue.fr                                                                                |
| W                                   | Hoa Kỳ           | 1971    | www.wmagazine.com                                                                       |